# Dell XPS

ロゴタイプ

XPSは、Dell（デル）のパーソナルコンピュータの一つである。 eXtreme Performance Systemの略。

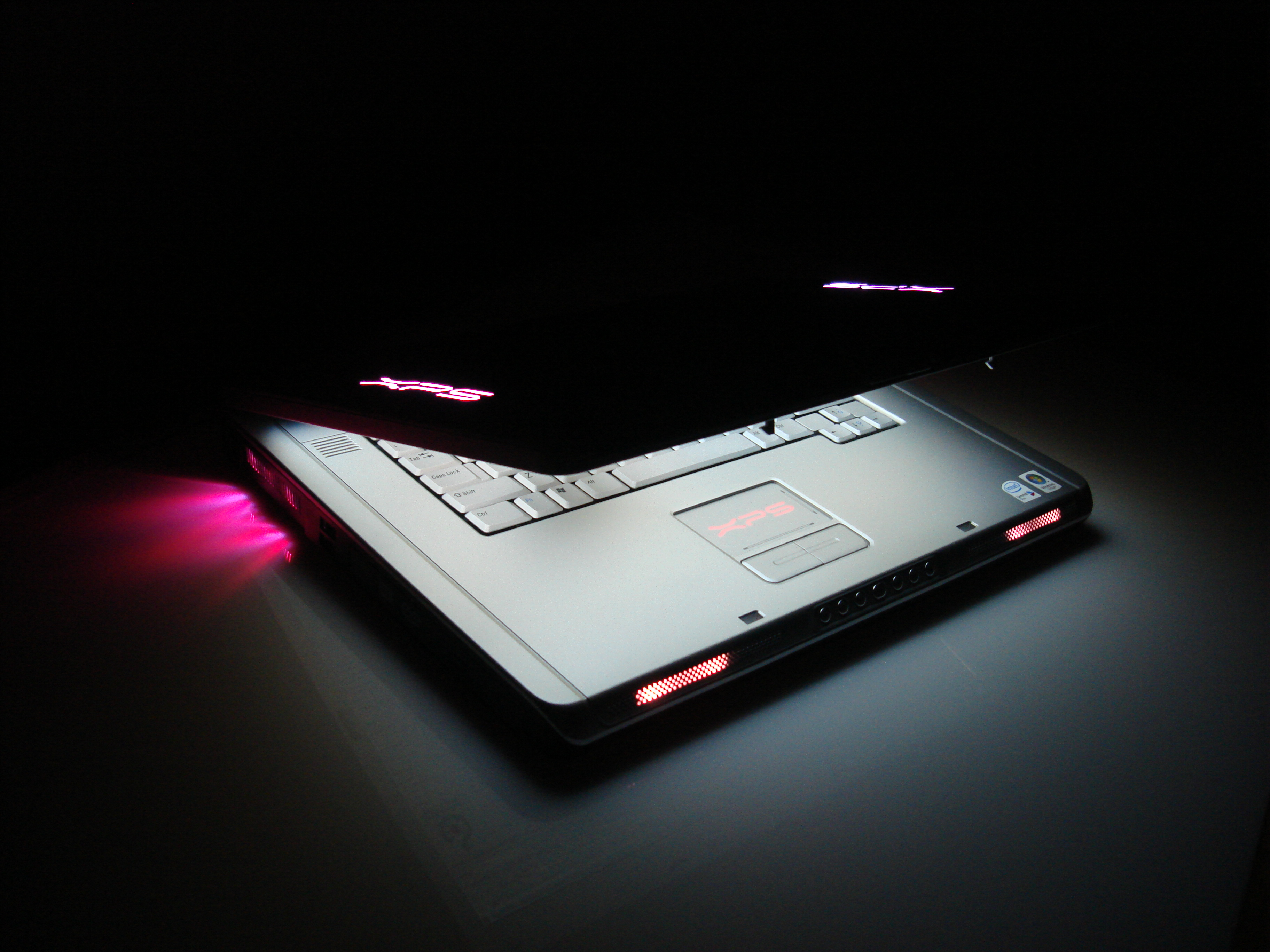
XPS M1710

## 概要
デスクトップ向けのDimensionシリーズの上位機種として発売され、後にノートブック向けのInspironシリーズの上位機種として投入された。ハイエンドゲーミングモデルの「Alienware」が投入されてからは、薄型のハイエンドモバイルノートとミドルレンジのデスクトップのシリーズとなっている。

## 特長
デスクトップ向けのDimensionシリーズ（現在のDell Inspiron）とノートブック向けのDell Inspironシリーズより上位に位置付けられ、プラスティックのカラーリングやLEDによる装飾が施されるなど、外観にも力が入れられている。
他社のハイエンドモデルと比べると3D機能が強化されているのも特徴。また、専用のサポート回線があり、日本人担当者が24時間365日で対応する。Inspironのサポートラインよりも早く電話がつながり待ち時間が少ない。

## 日本に於ける現行モデル
米Dell Inc.の日本法人であるデル株式会社が取り扱う製品は、2009年5月現在で次の通りである。

### ノートブック
M1210
12.1インチ液晶搭載のハイエンドモバイル。Core 2 Duo選択可能でノート用GPUとしては高性能なGeForce Go 7400を選択可能となっている。VAIOのtype s[SZ]のライバル的存在。液晶サイズやバッテリー駆動時間、重量ではtype sに分があるが、コストパフォーマンスとCore 2 Duo T7600選択が可能（米国モデルのみ）、CPU等一部ハードウェア構成に対し個人でのパワーアップ改造が容易（但し保証外になる）という、価格とパワー、汎用性の高さで対抗する。天板を黒で塗装しているのでシックな外見をしていて、自己主張の激しい姉妹機に比べたら地味な印象。大きさも紙のA4サイズとほぼ同じで、可搬性も高い。
M1710
17.0インチ液晶搭載のハイエンド機でXPSノートブックの主力的な存在。GeForce Go 7900 GTXを選択可能とし、メーカー系のノートパソコンとしては最高の3D能力を持っているが、ハードディスクを一台しか搭載していない。実はInspiron 9400と同一筐体なのだがカラーリングが銀と赤なのに加えて、筐体の各所にネオンが仕込んであって様々な色に光らせることができるので派手な外観になっている。
M2010
20.1インチ液晶搭載のパソコン。デルではノートブックの扱いになっているが、20インチというのはVAIOのtype L（19インチ）を超えるもので、重さは8.3KgとM1710の二倍、ちょっとしたバッグぐらいの大きさがあり、キーボードも内蔵でないので、ここまでくるとノートブックというよりはノートブックの規格で作られたデスクトップだろう。キーボードはデスクトップ仕様のものをBluetoothにより接続している。液晶と本体をつなぐヒンジが取っ手になっている。
デルで初めてのRAID構成が可能なノートブックではあるが、グラフィックボードの性能はM1710に劣り、Blu-rayドライブやHDドライブ、地上デジタルチューナーもBTOで搭載できないなど、他のXPSシリーズとは若干毛色の違うモデルとなっている。現在は、販売が終了している。
M1330
13.3インチ液晶搭載のパソコン。2007年6月発売。重量や携帯性はM1210、性能はM1710という、良いとこ取りの感がするパソコン。それだけにシャーシも高級感溢れるデザインに仕上げられている（パールホワイト、タキシードブラック、クリムゾンレッドの三色から選択可能。後にミッドナイトブルーとフラミンゴピンクが追加）。液晶はTFT液晶とWLEDから選択可能。最新機だけあって姉妹機には無い機能が満載されている（Core 2 Duoプロセッサー{最大T8300}標準搭載、モバイルブロードバンド、スロットタイプ光学ドライブ、HDMI接続、XPS初搭載の指紋認証デバイス等）。最大4GBのメモリ、200GBのハードドライブが搭載可能。SSDの構成も選択できるが、現在は32GBしか搭載できなく、初期構成に戻すことができるPC-Restoreの機能は除外される。SSDは、1.8インチモデル。M1210に比べると、120gほど軽量化に成功している。ただ、このモデルから選択できるOSがWindows Vistaのみになり、Windows XPを必要とするユーザーが独自に他機種のドライバを転用し、XPをインストールするケースが増えるなど、OSに関しては不満も多い。
M1530
映画、サマーウォーズで登場人物池沢佳主馬が使用していたノートパソコンである。Core 2 Duoプロセッサ、NVIDIA GeForce 8600M GTを搭載した15.4型16:10ワイド液晶(1280x800)採用の薄型ゲーミングノートパソコンである。
M1730
1710の後継機種として販売された1730は、CPUにCore 2 Extremeを選択でき、オーバークロックに対応。NVIDIA GeForce 8700M GT 512MB(256MBx2) DDR2 SLI構成を標準搭載し、ノートパソコンにSLIを採用した。1710の派手なLEDはそのまま継続し、DELLのロゴも光る。タッチパッドのXPSロゴは、1710では一色の表示だったが、LED同様に色の変更が可能。HDDはSSDの構成も選択可能で64GBの搭載、128GB の2台構成、RAID-0構成が選択でき、2010のRAIDを受け継いだ。SSDの高速性能をRAID-0で構成することでさらに高速化を実現している。物理演算プロセッサ「Physx」を備えた世界初のノートPC。世界初のビルトインノートブックLogitech® GamePanelTM LCDでゲームの経過情報を表示することができ、 内蔵の200万画素のCCDウェブカメラとデュアルデジタルマイクで、ネットワークゲームの仲間と映像と音声でコミュニケーションが可能。キーボードにもバックライトイルミネーションを装備し、とにかく派手なゲーミングマシンである。
XPS15/17
2011年3月に販売開始された製品。CPUにはSandybridge世代のCore i5/i7を選択可能。またBTOオプションでnVidia GeForce 525m 1GB/2GBを選択できる。また「DesignStudio」と呼ばれる機能を使うことで、約150種類の中から天板のデザインを選択できることが特徴。JBL製のスピーカーに加えサブウーファーを搭載している。
XPS15z
2011年5月に販売開始された製品。CPUにはSandybridge世代のCore i5/i7を選択可能。またBTOオプションでnVidia GeForce 520 1GBを選択できる。上述のXPS15/17と比較すると薄さを重視した設計になっており、光学ドライブ内蔵ながら筐体の薄さを優先するため、DVDスーパーマルチドライブのみが搭載可能となる。

### デスクトップ
XPS 630
XPSシリーズにおけるミドルタワーモデルで、正面のプラスチック部分は黒か赤の選択が可能で、吸気口にはネオン(LED)が仕込んである。CPUはクアッドコアのCore 2 QuadのQ6600かQ9300をGPUにはGeFoece8800GTと9800GTにはSLI構成が可能で、当時外付け扱いであったageiaの物理演算アクセラレーターカードのPhysXの搭載が可能になっていた。
XPS 700
テルとして初めて「XPS」の単独ネームで発売されたデスクトップにおけるフラッグシップモデル。ベースは同社のワークステーション「Precision 670」をベースとしている（ただしマザーボードは異なる。）。筐体の色は、Precisionではブラックに対してXPSではシルバーが採用された。また筐体の前面にあるデルのロゴにはネオンが仕込んである。色の変更やネオンの消灯は、BIOSで設定する。
XPS 710
筐体のデザインが変更され、このモデルから「Precision 690」をベースとしている。CPUはクアッドコアのCore 2 Extremeを、GPUは旧モデルはデュアルGPUであるGeForce7950GX2のSLI構成(Quad SLI)を選択可能。またPhysXを選択することまで可能となっており、フル装備時の3D描画性能の高さはメーカー製で敵うものは無い。DirectX9.0を使用することによる問題はない。筐体が極めて大きいので購入を検討する際には実機を見て設置スペースがあるのかどうか確認しておいたほうがいいだろう。XPS 700では前面のみだったが、このモデルは背面にもネオンを仕込んでいる。
XPS 710 H2Cエディション
XPS 710の新バージョン。性能はそのままで、空冷＋水冷というハイブリッド冷却が可能なモデル。ヘビーゲーマーなどに勧められる商品である。電源ユニットが1kWあり新モデルは同8800GTXのSLI構成を選択可能。現在選択可能なビデオカードの中で最高のNVIDIA GeForce8800GTXは、DirectX10と相性が悪く、対応ドライバがまだ発表されていない。
XPS 720 H2Cエディション
XPS 710 H2Cの機能＋3GHz超のCPUオーバークロックに対応可能なモデル。このモデルから「Precision T7400」がベースとなる。またブルーレイディスクにも対応している。RAID5にも対応しているが、RAID5での販売は行われておらず、サポート外。電源ユニットは、710H2Cと同じ1kW。実機の重量は20kgを超える。
XPS 730
XPS 720とは構成は変わらないものの、オーバークロックのレベルによって、CPUの冷却システムを空冷のみの選択が可能になった。
XPS 730x
XPS 7xxシリーズの最終バージョンで、インテルの最新CPU「Core i7」シリーズのみ採用された。このモデルから64bit版のWindows Vista（Home Premium及びUltimate）の選択が可能になった（Windows XPも選択が可能だが、Windows Vista Ultimateの32bit版からのダウングレード権を持つのみとなる）。GPUはSLIの他にCrossFireの選択も可能だが、日本仕様ではSLIのみしか選択出来ない方針である。